# Eustenogaster palavanica
Eustenogaster palavanica är en getingart som beskrevs av Reyes 1988. Eustenogaster palavanica ingår i släktet Eustenogaster och familjen getingar. Inga underarter finns listade i Catalogue of Life.